# Acranthera siamensis
Acranthera siamensis är en måreväxtart som först beskrevs av Kerr, och fick sitt nu gällande namn av Cornelis Eliza Bertus Bremekamp. Acranthera siamensis ingår i släktet Acranthera och familjen måreväxter. Inga underarter finns listade i Catalogue of Life.